# Aphanistes
Aphanistes är ett släkte av steklar som beskrevs av Förster 1869. Aphanistes ingår i familjen brokparasitsteklar.

## Dottertaxa tillAphanistes, i alfabetisk ordning[1][2]
- Aphanistes anaxeus
- Aphanistes arcei
- Aphanistes basilicon
- Aphanistes bellicoides
- Aphanistes bellicosus
- Aphanistes carinifrons
- Aphanistes colladoi
- Aphanistes coreanus
- Aphanistes coxatus
- Aphanistes crassulus
- Aphanistes crepuscularis
- Aphanistes cuneatus
- Aphanistes decurvihastatus
- Aphanistes didii
- Aphanistes dnopherus
- Aphanistes dreisbachi
- Aphanistes edemae
- Aphanistes elbae
- Aphanistes enargiae
- Aphanistes eupterotes
- Aphanistes felixi
- Aphanistes flavigena
- Aphanistes flaviscutellaris
- Aphanistes fuscipes
- Aphanistes gliscens
- Aphanistes gracilis
- Aphanistes guadamuzae
- Aphanistes guatemalenus
- Aphanistes heinrichi
- Aphanistes hopperi
- Aphanistes hyalinis
- Aphanistes iwatai
- Aphanistes jozankeanus
- Aphanistes kankonis
- Aphanistes kayi
- Aphanistes klugii
- Aphanistes limulus
- Aphanistes luscus
- Aphanistes manitobae
- Aphanistes martini
- Aphanistes masoni
- Aphanistes nexus
- Aphanistes nigrorufus
- Aphanistes nocturnus
- Aphanistes nugalis
- Aphanistes orchardae
- Aphanistes paupus
- Aphanistes politus
- Aphanistes puparum
- Aphanistes rheumapterae
- Aphanistes ruficornis
- Aphanistes sedlaceki
- Aphanistes shikaribetsensis
- Aphanistes stigmatus
- Aphanistes taiwanensis
- Aphanistes thoracicus
- Aphanistes townesi
- Aphanistes transstriatus
- Aphanistes tricolor
- Aphanistes wadai
- Aphanistes walleyi
- Aphanistes variicolor
- Aphanistes villosus